# Anna Jakubowska (działaczka kombatancka)
Anna Jakubowska (z domu Swierczewska) ps. Paulinka (ur. 26 maja 1927 w Warszawie, zm. 13 lipca 2022) – polska działaczka kombatancka i społeczna, powstaniec warszawski.

## Życiorys
W okresie II wojny światowej działała w konspiracji. Najpierw w konspiracyjnej organizacji PET, a później jako sanitariuszka i łączniczka w grupach szturmowych przekształconych w batalion „Zośka” Armii Krajowej (ps. Paulinka). Brała udział w powstaniu warszawskim w batalionie „Zośka”, kompania „Maciek” – III pluton. Walczyła na Woli, Starym Mieście i na Czerniakowie. Za swoje dokonania otrzymała Krzyż Walecznych. Jej starsza siostra Maria pseudonim Maryna zginęła podczas powstania.
Po wojnie zaczęła studiować psychologię na Uniwersytecie Warszawskim. W 1949 została aresztowana i skazana w tzw. procesie kiblowym na 8 lat więzienia. Wypuszczona w 1954.
W latach 80. zaangażowana w podziemiu solidarnościowym, zasłużona działaczka środowiska dawnych „Zośkowców”, którzy zdołali przeżyć niemiecką okupację i powojenne represje.
Zainicjowała i współprowadziła Fundację Filmową Armii Krajowej, która wyprodukowała ponad dwadzieścia filmów o działalności AK.
Była członkiem Kapituły Orderu Odrodzenia Polski. Była członkiem Kapituły konkursu im. Jana Rodowicza „Anody” – żołnierza AK, który zginął w czasie śledztwa w okresie stalinowskim, w ówczesnym gmachu b. Urzędu Bezpieczeństwa Publicznego. Zasiadała w Radzie Społecznej Rzecznika Praw Obywatelskich.
W czerwcu 2018 otrzymała tytuł Honorowej Obywatelki Warszawy. 
Spoczęła na Cmentarzu Wojskowym na Powązkach.

## Odznaczenia
- Krzyż Kawalerski Orderu Odrodzenia Polski – 2006
- Krzyż Walecznych – 1944
- Złoty Krzyż Zasługi – 1976
- Warszawski Krzyż Powstańczy – 1992
- Krzyż Armii Krajowej – 1984
- Krzyż Partyzancki – 1995
- Odznaka „Za Zasługi dla Ochrony Praw Człowieka” – 2016